# Ахар (Лакский район)
Ахар — упразднённое село в Лакском районе Дагестана. На момент упразднения являлось центром Ахарского сельсовета. Упразднено в 1944 году в связи с переселением населения во вновь образованный Новолакский район.

## Географическое положение
Село располагалось в 3 км к юго-востоку от районного центра — села Кумух на реке Хунних.

## История
До вхождения Дагестана в состав Российской империи селение Ахар входило в состав Казикумухского ханства. Затем центр Ахарлинского сельского общества Вицхинского наибства Казикумухского округа Дагестанской области. В 1895 году селение состояло из 117 хозяйств. По данным на 1926 год село Ахар состояло из 150 хозяйств, являлось административным центром Ахарского сельсовета.
В 1944 году, после депортации чеченского населения с Северного Кавказа, все население села (54 хозяйства) было переселено в село Банайюрт бывшего Ауховского района, которое было переименовано в Ахар.

## Население
| Год       | 1895 | 1908 | 1926 | 1939 | 1944 |
| --------- | ---- | ---- | ---- | ---- | ---- |
| Население | 576  | 604  | 411  | 374  | 312  |

По переписи 1926 года в селе проживал 411 человек (142 мужчины и 269 женщин), из которых: лакцы — 100 %. Кроме того числилось 133 отходника.